# Wądroże Małe (przystanek kolejowy)
Wądroże Małe – nieczynny i praktycznie nieistniejący przystanek osobowy w Wądrożu Małym, w województwie dolnośląskim, w Polsce, leżący na nieczynnej od 1975 roku linii nr 315 łączącej Malczyce z Jaworem.